# 阿伊加尔德维利亚里诺
阿伊加尔德维利亚里诺，是西班牙卡斯蒂利亚-莱昂萨拉曼卡省的一个市镇。 总面积24平方公里，总人口43人（2001年），人口密度2人/平方公里。